# 天鵝河 (西澳州)
斯旺河（英語：Swan River）是一條流經西澳洲西南部的河流。在當地原住民的語言中，斯旺河的名稱是Derbarl Yerrigan。斯旺河在伯斯附近入海，其下游河道較寬且水深很深，而上游卻非常狹窄且水深很淺。斯旺河的流域面積約121000平方公里，主要支流有三條，包括了雅芳河、甘寧河和海倫娜河，其中後兩者有攔河壩。斯旺河是伯斯和其附近地區重要的飲用水來源。斯旺河流域的氣候是地中海氣候，冬季溫暖濕潤，夏季炎熱乾燥。流浪因季節降水而大幅變動。斯旺河河口的水位會因潮汐的變動而有約1米的變化。